# Fresnel-zoneplaat

Binair ringenpatroon van een fresnel-zoneplaat

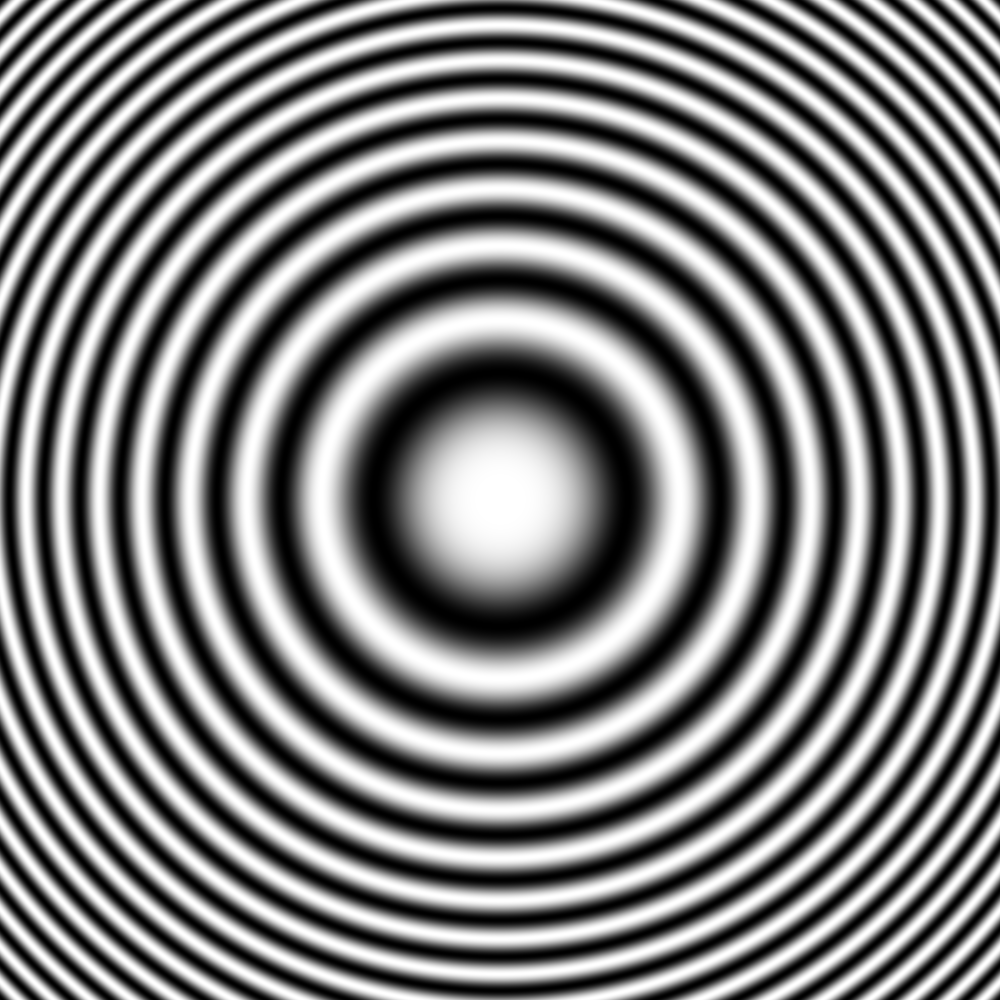
Sinusvormig verlopend ringenpatroon van een fresnel-zoneplaat

Een fresnel-zoneplaat, ook wel zonelens genoemd, is een plaat waarop concentrische ringen zijn aangebracht. De zones verschillen in transparantie en/of optische weglengte (dikte en/of brekingsindex). In het geval van transparantieverschillen ondergaan de stralen diffractie langs de randen van de ringvormige spleten en worden ze door interferentie in brandpunten versterkt. In het geval van weglengteverschillen zijn deze verschillen zodanig gekozen dat de lichtgolven een faseverschuiving van 180° ondergaan, waardoor de doorgelaten stralen elkaar eveneens in het brandpunt door interferentie versterken.
Behalve voor zichtbaar licht worden zoneplaten ook gebruikt voor het afbeelden met röntgenstraling, omdat röntgenlenzen in de vorm van conventionele lenzen te veel stralingsverliezen veroorzaken.
In een zoneplaat met „binaire” stappen, dat wil zeggen afwisselend volledig transparant en volledig ondoorlatend (bovenste afbeelding), wordt het invallende licht over vele reële en virtuele brandpunten verdeeld (zie hierna). Om het licht in de beide brandpunten van de eerste orde te concentreren, is een sinusvormig contrastverloop voldoende (onderste afbeelding). Deze lens lijkt op een airy-schijf. Verschillen in afstanden tussen de maxima ontstaan door de verschillende afbeeldingswijzen: bij het airy-schijfje gaat het om fraunhoferdiffractie (dat wil zeggen golven van een ver verwijderde bron, dus evenwijdig invallend, die door een lens worden gefocusseerd); bij de zoneplaat gaat het om fresneldiffractie (dat wil zeggen golven vanuit een dichterbij gelegen bron).

## Naam
De plaat is genoemd naar de Fransman Augustin Jean Fresnel. De juiste uitspraak is dan ook: frènnèl.

## Berekening van de zones
Voor de versterkende interferentie in een brandpunt moeten de kromtestralen van de afwisselend transparante en absorberende zones in „kwadratische benadering” aan de volgende vergelijking voldoen:
{\displaystyle r_{n}={\sqrt {n\lambda {\frac {fv}{f+v}}}}}
waarin
n = 1, 2, 3, ...;
λ = golflengte van de straling (bijvoorbeeld 500 nm voor licht, 5 nm voor röntgenstraling);
f = beeldafstand, de afstand van het midden van de zoneplaat tot het beeld (brandpunt);
v = voorwerpsafstand.
Wanneer v >> f geldt:
{\displaystyle r_{n}={\sqrt {n\lambda f}}}
en voor de breedte van de smalste (de buitenste) zone geldt:
{\displaystyle \mathrm {d} r_{n}={\frac {r_{1}}{\sqrt {4n}}}={\frac {r_{1}\cdot r_{1}}{2r_{n}}}}
Deze breedte komt – op een factor 1,22 na – overeen met het ruimtelijke scheidend vermogen bij een zoneplaat in de microscopie indien deze met een diffractie van de eerste orde wordt gebruikt. Te zien is dat het met een zoneplaat bereikbare scheidend vermogen niet van de golflengte afhangt. In 2008 waren de kleinste bereikbare zonebreedtes voor in de röntgenmicroscopie gebruikte zoneplaten ca. 20 nm. Bij gebruik van een zoneplaat in zijn m-de diffractieorde neemt het scheidend vermogen nog eens met een factor m toe. De genoemde waarden voor het scheidend vermogen gelden zolang de berekende waarden niet kleiner zijn dan de golflengte van de gebruikte straling.
Verder ziet men dat de breedte drn van de buitenste zone lineair met de diameter 2rn van de zoneplaat afneemt. Daar de lengtes van de zones echter lineair met de diameter 2rn toenemen, is de oppervlakte van de zones constant, zolang bovengenoemde kwadratische benadering geldt.
Voor oneindig grote aantallen zones n gelden deze relaties met de zonestraal en de zonebreedte niet. De zonebreedte nadert dan een constante waarde. Voor v = f bedraagt de kleinst bereikbare zonebreedte λ/4.

## Voorbeeld
Een groen licht uitstralend voorwerp (λ = 500 nm) op grote afstand (v >> f) moet worden afgebeeld met behulp van een zoneplaat met een binnenstraal van 10 mm (n = 1). Voor m = 1 ligt het eerste brandpunt op 50 m (afstand van plaat tot beeld), voor m = 2 op 25 m, voor m = 3 op 17 m. Als de zoneplaat één grooteorde kleiner is (binnenstraal 1 mm), dan zijn de brandpuntafstanden twee grootteordes kleiner, in dit voorbeeld 0,5 m, 0,25 m, etc.

## Toepassing
Zoneplaten worden in de röntgenoptiek, vooral in de röntgenmicroscopie gebruikt voor focussering, daar er voor golflengtes korter dan ca. 0,5 nm geen lenzen zijn doordat de absorptieverliezen daar veel te groot zijn. Voor röntgenstraling is de brekingsindex van alle transparante materialen minimaal kleiner dan 1, zodat één biconcave lens slechts minimaal focusseert. Beneden een golflengte van 0,1 nm is de absorptie zo gering dat met een reeks zeer dunne achter elkaar geplaatste zgn. „compound refractive lenses” nog een experimenteel bruikbare focussering mogelijk is.
De opening van een camera obscura kan worden beschouwd als het binnenste deel van een zoneplaat met orde m = 1.
Voor het meten van de ruwheid van een oppervlak (afstandsmeting) zie Conoscopische holografie.

## Belang in de holografie
Nadat de fresnel-zoneplaat was uitgevonden, was hij eigenlijk alleen maar een fysisch curiosum waar nog geen toepassing voor was. Maar met de uitvinding van de holografie in 1948 kreeg de zoneplaat een geheel nieuwe betekenis. De fresnel-zoneplaat komt namelijk in grote mate overeen met een hologram van een enkel beeldpunt, indien bij het maken van het hologram een vlakke of bolvormige golf als referentiegolf wordt gebruikt. Het enige verschil is dat er bij een hologram geen sprake is van alleen transparante en absorberende zones (zoals in de rechter afbeelding), maar alleen van continue transmissieovergangen.
Het verband wordt ook duidelijk als men bedenkt dat de fresnelplaat tegelijk als positieve en als negatieve lens werkt, dat wil zeggen dat hij zowel reële als virtuele brandpunten heeft – net zoals een hologram een reëel en een virtueel beeld kan reconstrueren wanneer het wordt belicht met de bij de opname gebruikte referentiegolf of diens complex geconjugeerde.
Daar gecompliceerde voorwerpen niets anders zijn dan verzamelingen van beeldpunten, kan men de interferentiepatronen als superpositie van zeer veel fresnel-zoneplaten interpreteren.